# Diabocilla clarki
Diabocilla clarki är en sjöstjärneart som beskrevs av McKnight 2006. Diabocilla clarki ingår i släktet Diabocilla och familjen Odontasteridae.
Artens utbredningsområde är havet kring Nya Zeeland. Inga underarter finns listade i Catalogue of Life.